# Temple de Lingyan
Le Temple Lingyan (chinois simplifié : 灵岩寺 ; chinois traditionnel : 靈巖寺 ; pinyin : Língyán Sì) est un temple bouddhiste situé dans le district de Changqing, à Jinan, dans la province du Shandong, en Chine, à environ 20 kilomètres au nord de la ville de Tai'an. Les terrains du temple se trouvent dans une vallée, à l'extrémité ouest de la chaîne de montagnes Taishan. Le Temple Lingyan possède une longue histoire documentée et était l'un des principaux temples en Chine durant les dynasties Tang et Song. Ses monuments les plus célèbres incluent la Pagode Pìzhī (辟支塔), datant du XIe siècle, et le Qiānfó-diàn (千佛殿), ou « Hall des Mille Bouddhas », qui abrite une statue en bronze de Bouddha de la dynastie Ming ainsi que 40 statues en argile peintes à la taille réelle représentant des luohan de la dynastie Song.

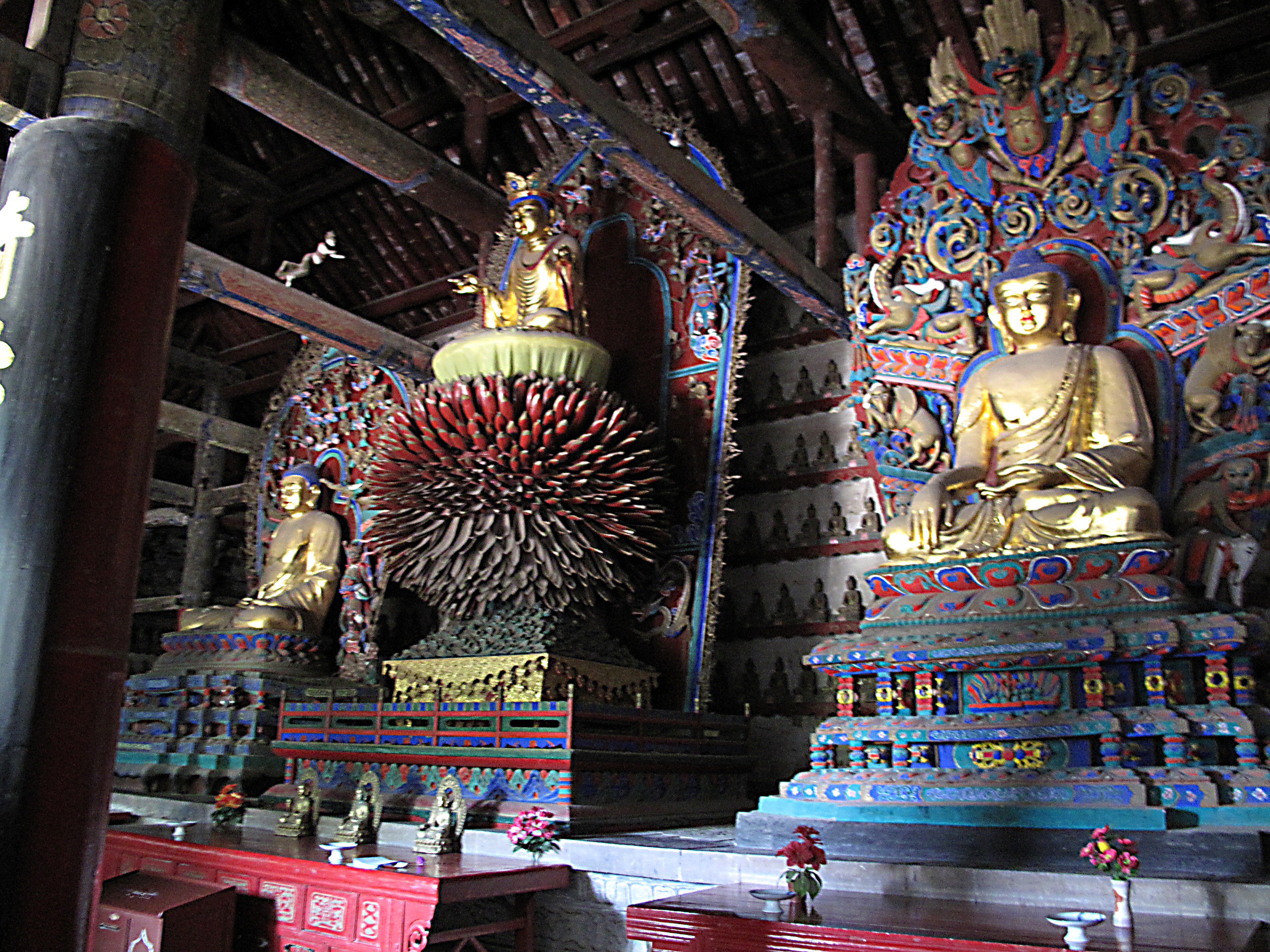
Le Qiānfó-diàn (Hall des Mille Bouddhas) abrite des statues de la dynastie Ming représentant Vairocana (au centre), Amitabha (à gauche) et Bhaisajyaguru (à droite). Les langues saillantes du trône en forme de « boule de poils » de Vairocana sont des pétales symbolisant son éclat rayonnant dans toutes les directions.

## Histoire
Le temple original a été fondé durant la période de règne de Yongxing (357-358), sous le règne de Fú Jiān (r. 357-385) de l'État des Qin antérieurs. Acquérant une réputation grandissante durant la dynastie Wei du Nord (386-534), le temple atteignit son apogée d'importance sous les dynasties Tang (618-907) et Song (960-1279). On y comptait plus de 40 halls en bois, composant plus de 500 chambres monastiques. Plus de 500 moines bouddhistes résidaient au Temple Lingyan à son apogée. Les plus anciennes structures du site sont les différents stupas en pierre et la pagode en pierre à base carrée, de style pavillon, datant de la dynastie Tang, notamment la Pagode Huichong du VIIIe siècle. Parmi les 167 stupas en pierre présents dans le temple, aucun n'est identique, et tout comme les statues de luohan du Qiānfó-diàn, ils ont été bien conservés. La plus haute structure du temple est la Pagode Pìzhī, culminant à 54 mètres, initialement construite en 753, bien que la structure actuelle ait été édifiée entre 1056 et 1063,. Bien que tous les halls en bois aient été reconstruits durant les dynasties Ming (1368-1644) et Qing (1644-1912), les piédestaux en pierre à la base des colonnes du Qiānfó-diàn sont l'œuvre originale des époques Tang et Song.